# Bunka-chō

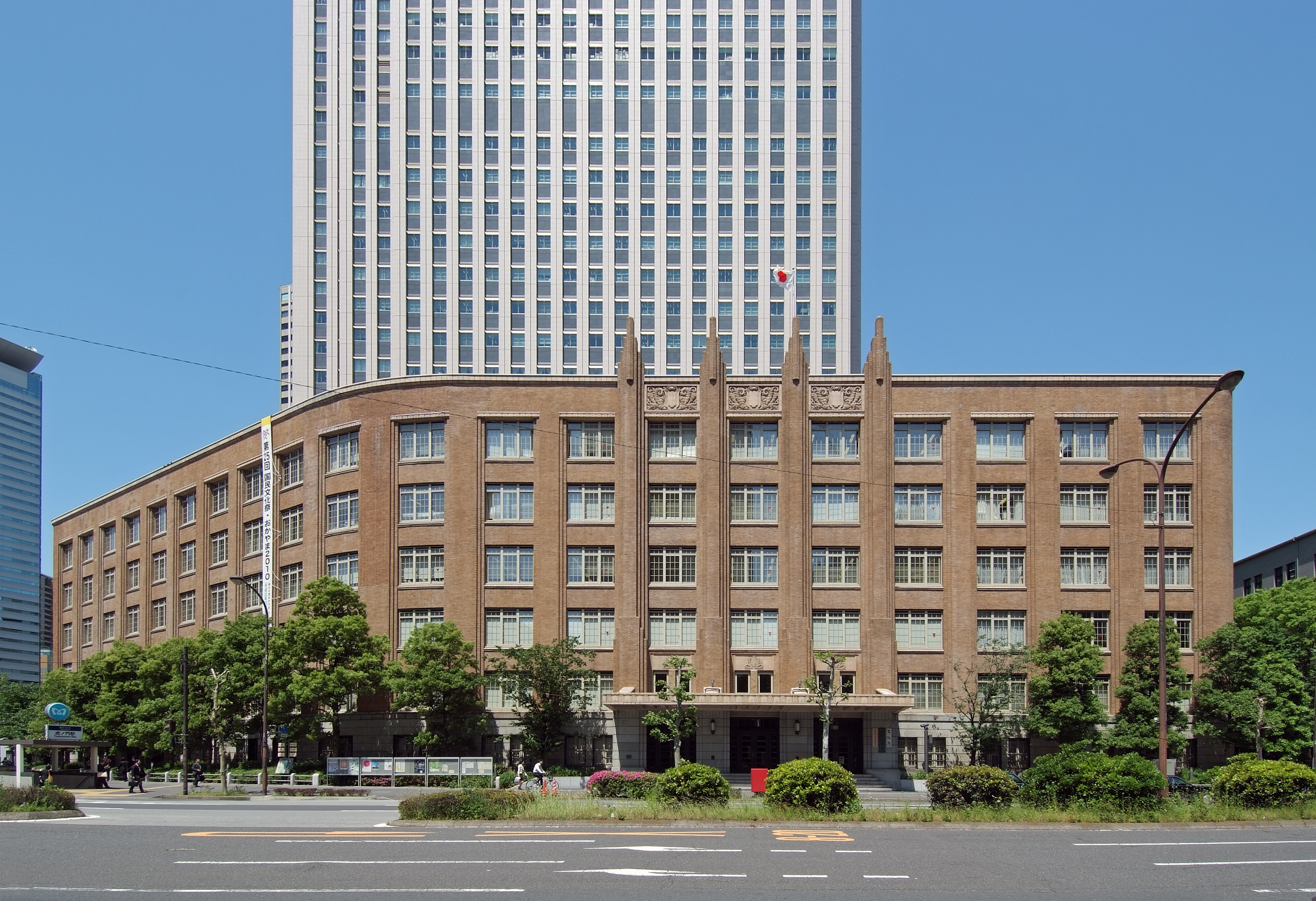
Heutiger Sitz der Behörde ist das 1933 errichtete ehemalige Hauptgebäude des Kultusministeriums im Ministerienviertel Kasumigaseki des Bezirks Chiyoda. Im Hintergrund das Zentrale Regierungsgebäude Nr. 7 mit dem Kultus- und Wissenschaftsministerium „MEXT“.

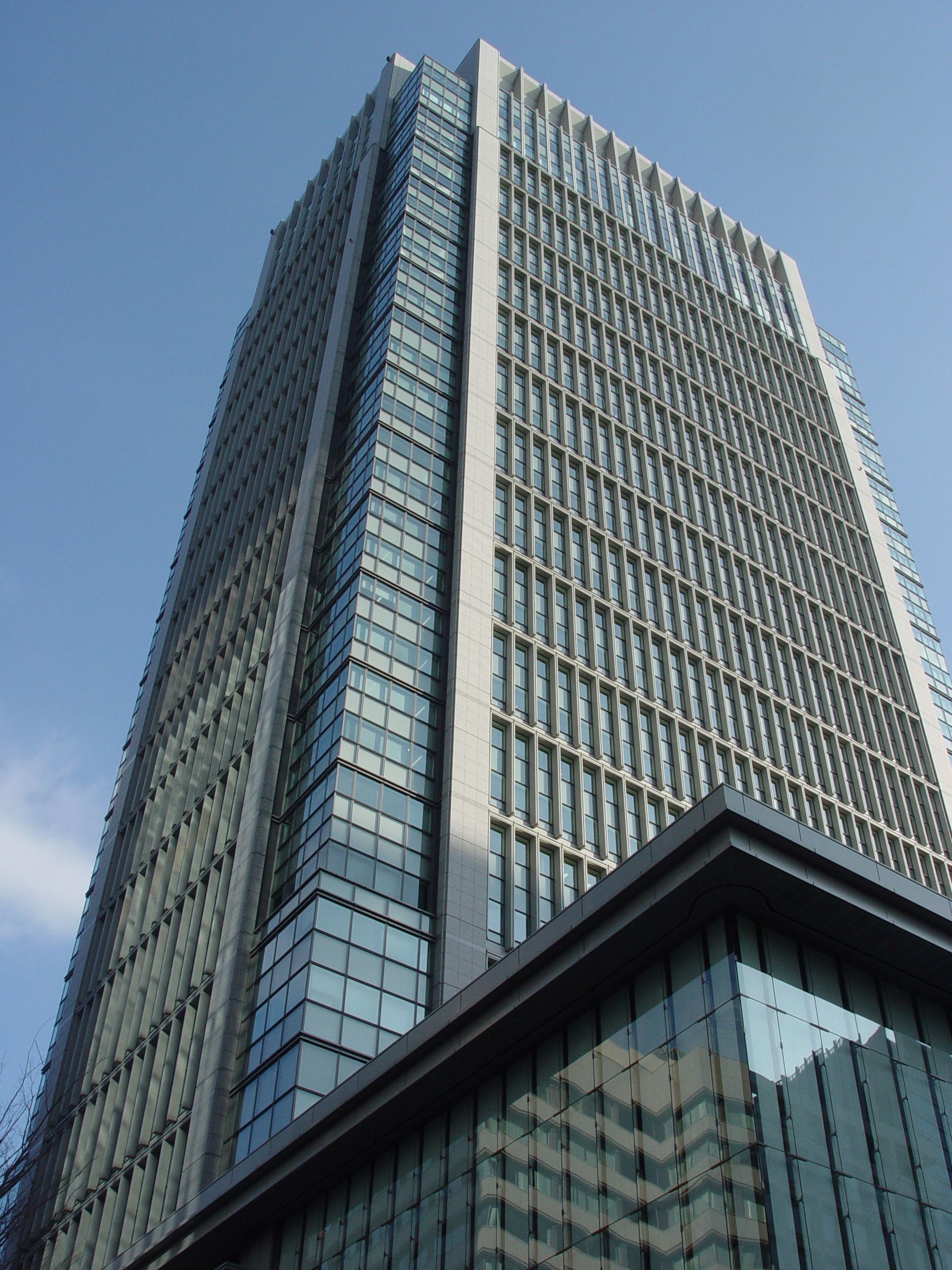
Bürogebäude in Marunouchi Tokyo, in dem das Bunka-chō vorübergehend untergebracht war.

Das Bunka-chō (japanisch 文化庁, „Amt für kulturelle Angelegenheiten“, englisch Agency for Cultural Affairs) gehört als Sonderamt zum japanischen Ministerium für Bildung, Kultur, Sport, Wissenschaft und Technologie. Es wurde am 15. Juni 1968 eingerichtet, um Kunst und Kultur in Japan zu fördern. Seit 2016 wird das Amt mit seinen 231 Angestellten (2017) von Miyata Ryōhei geleitet.
Zu den Aufgaben gehören im Einzelnen: das künstlerische Schaffen zu fördern, der Schutz und die Erhaltung von Kulturgütern, der Schutz der Urheberrechte, Maßnahmen zur Verbesserung und Verbreitung der japanischen Sprache, den internationalen Kulturaustausch zu fördern und als Verwaltung für Religion zu fungieren. Das Budget des Amtes betrug 2016 103,96 Mio. Yen; es stieg 2017 um 0,3 % auf 104,27 Mio. Yen.
Die Schriftzeichen für das Bunka-chō wurden vom Kalligraf Naruse Eizan entworfen.

## Geschichte
Am 29. August 1950 trat das „Kulturgutschutzgesetz“ (文化財保護法, Bunkazai Hōgohō) in kraft und der „Ausschuss für den Schutz von Kulturgütern“ (文化財保護委員会, Bunkazai Hōgoiinkai) wurde als Sonderamt des „Kultusministeriums“ gegründet. Die Abteilungen für Erziehung und Denkmalschutz des Kultusministeriums wurden abgeschafft.
Im Mai 1966, nach sechzehnjähriger Tätigkeit, wurde der Ausschuss als interne Abteilung in das „Kultusministerium“ zurückgegliedert. Zwei Jahre später, 1968 erhielt das Amt seinen gegenwärtigen Sonderstatus.

## Struktur des Amtes

### Leitungsebene
- Leiter des Bunka-chō
- Stellvertretender Leiter des Bunka-chō

### Abteilungen
- Sekretariat: Personal, Rechnungswesen, Auskunft, Urheberrechtsschutz
  - Hauptsitz für vitalisierende regionale Kulturen
  - politische Abteilung
  - Abteilung für Urheberrecht
  - internationale Abteilung
- Kulturabteilung:
  - Abteilung für Kunst und Kultur
  - Abteilung für die japanische Sprache
  - Abteilung für religiöse Angelegenheiten
- Abteilung für Kulturdenkmäler:
  - Amt zur Überwachung und Inspektion der Kulturdenkmäler
  - Abteilung für traditionelle Kultur
  - Abteilung für Kunst und Wissenschaft
  - Abteilung für Andenken
  - Botschaftsrat (verantwortlich für Bauwerke)
- Beratungsausschüsse
  - Kulturausschuss
  - Ausschuss für Religionsgemeinschaften
- Sondereinrichtung
  - Japanische Akademie der Künste

### Selbstverwaltungskörperschaften
- Museen
- Einrichtungen für Kulturdenkmäler
- Fördereinrichtungen für Kunst und Kultur
- National Institutes for Cultural Heritage

## Hauptaktivitäten des Amtes

### Kunst und Kultur
- Nationales Kunstfestival (芸術祭, Geijutsusai, englisch National Arts Festival) – seit 1946
- Empfehlungsausschuss Kunst (芸術選奨, Geijutsusenshō)[Anm. 2]
- Nationales Kulturfestival (国民文化祭, Kokumin Bunkasai, englisch National Cultural Festival)
- Landesweites Kultur, Kunst und Wissenschaftsfestival der Oberschulen (全国高等学校総合文化祭)
- Medien- und Kunstfestival des Bunka-chō (文化庁メディア芸術祭, Bunka-chō media geijutsusai, englisch Japan Media Arts Festival)
- Förderung des japanischen Films

### Internationaler Kulturaustausch
- Internationales Kulturforum des Bunka-chō
- Kulturaustausch des Bunka-chō
- Jahr des internationalen Austauschs

### Spracherziehung und politische Maßnahmen
- Umfragen zur japanischen Sprache
- Hauptversammlung für japanische Spracherziehung
- Herstellung und Verbreitung von Informationsbroschüren und Videos[Anm. 3]

### Sonstiges (Auswahl)
- Erforschung, Schutz und Erhalt von Kulturdenkmälern
- Unterstützung von Museen
- Untersuchungen zum, Schutz des und Kontrolle des Urheberrechts
- Leitung der Belange von Religionsgemeinschaften nach dem Gesetz über die Religionsgesellschaften[2]

## Leiter des Amtes
|    | Name              | Kanji       | Amtszeit                                |
| -- | ----------------- | ----------- | --------------------------------------- |
| 01 | Kon Hidemi        | 今 日出海   | 15. Juni 1968 – 1. Juli 1972            |
| 02 | Adachi Kenji      | 安達 健二   | 1. Juli 1972 – 12. September 1975       |
| 03 | Yasujima Hisashi  | 安嶋 彌     | 12. September 1975 – 20. September 1977 |
| 04 | Inumaru Tadashi   | 犬丸 直     | 20. September 1977 – 6. Juni 1980       |
| 05 | Sano Bun’ichirō   | 佐野 文一郎 | 6. Juni 1980 – 5. Juli 1983             |
| 06 | Suzuki Isao       | 鈴木 勲     | 5. Juli 1983 – 31. März 1985            |
| 07 | Miura Shumon      | 三浦 朱門   | 1. April 1985 – 1. September 1986       |
| 08 | Ōsaki Hitoshi     | 大崎 仁     | 1. September 1986 – 10. Juni 1988       |
| 09 | Ueki Hiroshi      | 植木 浩     | 10. Juni 1988 – 1. Juli 1990            |
| 10 | Kawamura Tsuneaki | 川村 恒明   | 1. Juli 1990 – 1. Juli 1992             |
| 11 | Uchida Hiroyasu   | 内田 弘保   | 1. Juli 1992 – 25. Juli 1994            |
| 12 | Tōyama Atsuko     | 遠山 敦子   | 25. Juli 1994 – 1. September 1996       |
| 13 | Yoshida Shigeru   | 吉田 茂     | 1. September 1996 – 1. Juli 1997        |
| 14 | Hayashida Hideki  | 林田 英樹   | 1. Juli 1997 – 15. Juni 2000            |
| 15 | Sasaki Masamine   | 佐々木 正峰 | 15. Juni 2000 – 18. Januar 2002         |
| 16 | Kawai Hayao       | 河合 隼雄   | 18. Januar 2002 – 1. November 2006      |
| 17 | Kindō Shinji      | 近藤 信司   | 1. November 2006 – 1. April 2007        |
| 18 | Aoki Tamotsu      | 青木 保     | 1. April 2007 – 14. Juli 2009           |
| 19 | Tamai Hideo       | 玉井 日出夫 | 14. Juli 2009 – 29. Juli 2010           |
| 20 | Kondō Seiichi     | 近藤 誠一   | 29. Juli 2010 – 7. Juli 2013            |
| 21 | Aoyagi Masanori   | 青柳 正規   | 8. Juli 2013 – 1. April 2016            |
| 22 | Miyata Ryōhei     | 宮田 亮平   | 1. April 2016 – heute                   |